# أدوات التهيئة العمرانية في الجزائر

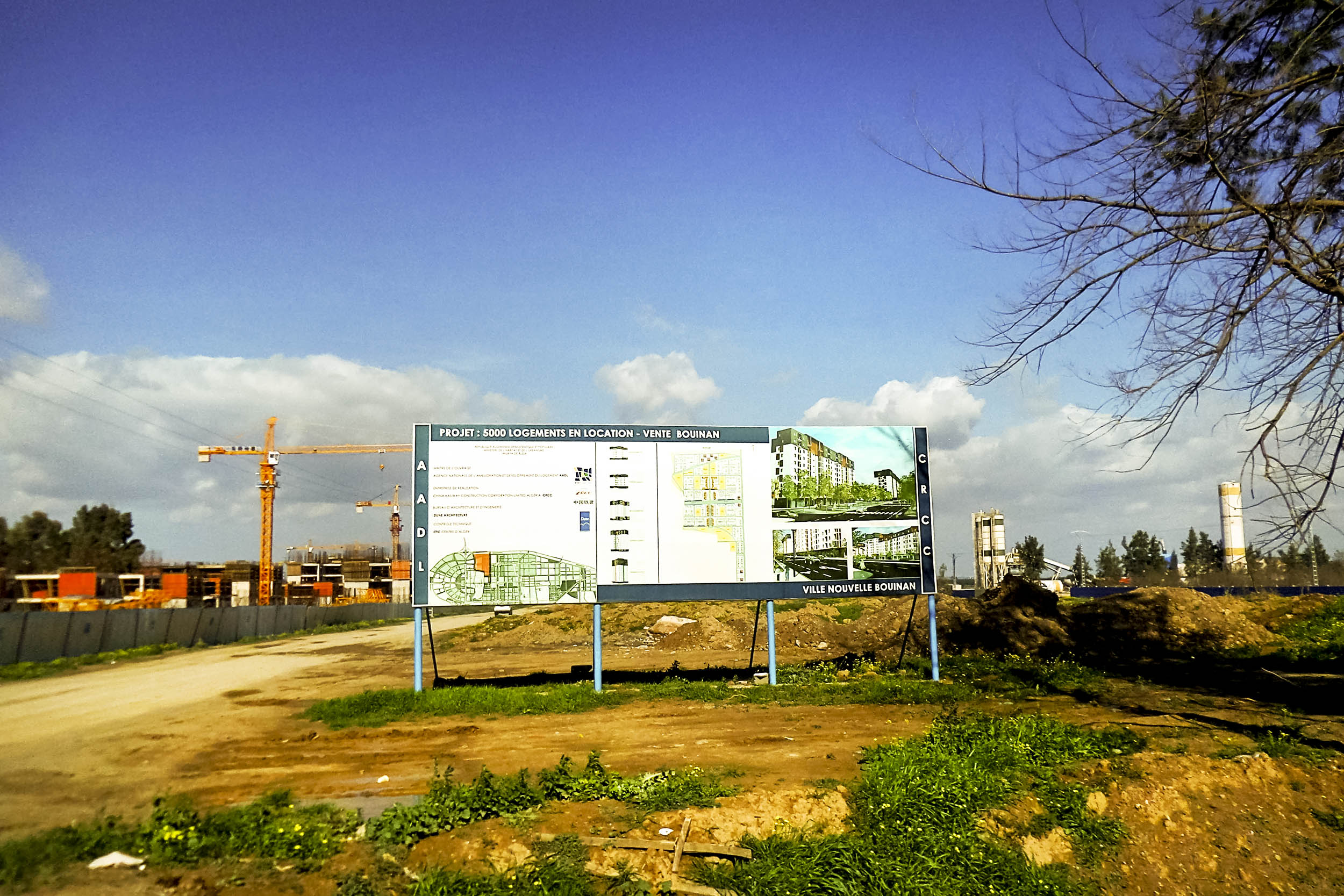
مشروع الوكالة الوطنية لتطوير السكن وتحسينه

كانت سياسة التهيئة العمرانية في بداية الثمانينات مجرّد تصوّرات محدّدة في المخطّطات الوطنية، ولم يكن في الحسبان أنّها ستدخل حيِّز التطبيق بعد صدور نصوص قانونية تضفي عليها الطّابع التنظيمي، وبالفعل فقد عرف شغل المجال صدور أهمّ قانونين يحدِّدان أدوات التهيئة العمرانية، وهما القانون 87-03 المتعلق بالتهيئة العمرانية والقانون 90-29 المتعلّق بالتهيئة والتعمير.

## حسب القانون 87-03 المتعلق بالتهيئة العمرانية
القانون 87-03 المؤرخ في 27 جانفي 1987م يهدف إلى تحديد القواعد العامة الرامية إلى تنظيم إنتاج الأراضي، والموازنة بين وظائف السكن والفلاحة والصناعة ووقاية المحيط والأوساط الطبيعية ومجالات أخرى أدرجها القانون، وذلك على أساس احترام مبادئ وأهداف السياسة الوطنية للتهيئة العمرانية، وحسب ماجاء فيه فهناك ثلاثة (3) أنواع من المخطّطات:

### المخطّط الوطني للتهيئة العمرانية(SNAT)
يُعتبر المخطّط الوطني للتهيئة العمرانية المادّة الأساسية والخام المشكّلة لهذا القانون، حيث يجسّد الاختيارات المحددة بخصوص تهيئة المجال الوطني وتنظيمه على المدى الطويل وذلك في آفاق 10-20، 20-25، فطُرحت من خلاله ملفات متعلّقة بالديمغرافية، الموارد الطبيعية، النشاطات الإنتاجية، المنشآت القاعديّة والبيئة، ويشكّل الإطار الإستدلالي لتوزيع الأعمال التنموية وتوزيع أماكنها، فهو إذن بمثابة أداة إستراتيجية لتطبيق مبادئ التهيئة العمرانية، وبهذا فهو يدمج بصفة إلزامية الأهداف المحدّدة للتنمية الاقتصادية والاجتماعية.

### المخطّط الجهوي للتهيئة العمرانية (SRAT)
هو أداة التطبيق المباشرة لتجسيد توجيهات المخطّط الوطني للتهيئة العمرانية، حيث يتولّى في حدود مجاله شرح وتوضيح التوجيهات والمبادئ المقرّرة في المخطط الوطني، ويُحدّد بنفس الإجراءات التي يحدد بها SNAT، ويتكفّل بالتنمية الجهوية عاملا على تبسيط وتكييف أعمال التهيئة العمرانية الواردة ضمن الخطّة الوطنية قصد القضاء التدريجي على الفوارق الجهوية، وتشجيع التنمية والتكامل ما بين الجهات.

### مخطّطات التهيئة المحلّية
هي على نوعين:

#### أ) مخطّط تهيئة الولاية (PAW)
حسب توجيهات ومبادئ كل من المخططين الوطني والجهوي تقوم كل ولاية بإعداد مخطط تهيئتها، حيث تبادر بذلك الإدارة بالتشاور مع الأعوان الاقتصاديين والاجتماعيين للولاية ومجالس المداولة بالولاية والبلديات وممثلي الجمعيات المهنية.
يهدف المخطط الولائي للتهيئة إلى توضيح التوجهات المعدّة في المخطط الجهوي وشرحها فيما يخصّ الإقليم الذي تشغله، بإدخال التوجهات الخصوصية لكل مساحة من التخطيط بين البلديات التي تهيكل الولاية.

#### ب) مخطّط تهيئة البلدية (PAC)
إن البلديات باعتبارها جماعات قاعدية هي المجالات التي ينبغي أن تفضي إليها وتتجسد فيها السياسات التي تحملها التهيئة العمرانية بمختلف أشكالها، والتي من بينها نوعية إطار الحياة، والعدالة الإجتماعية، وانخراط المواطنين باعتبارهم الصانعين للتنمية والمستفيدين منها.
وعليه كان مخطط تهيئة البلدية الخلية الأساسية لتطبيق السياسة الوطنية للتهيئة العمرانية بالمخطط التوجيهي للتهيئة والتعمير ومخطط شغل الأراضي المحدّدان بموجب القانون 90-29 المتعلق بالتهيئة والتعمير.

## حسب القانون 90-29 المتعلّق بالتهيئة والتعمير
القانون 90-29 المؤرخ في 01 ديسمبر 1990م ينصّ في فصل خاص من المادة العاشرة (10) إلى المادة الثانية والأربعين (42) والمعَنْوَن بأدوات التهيئة والتعمير، على إيجاد أداتين رئيسيّتين في سبيل تحقيق ذلك هما المخطط التوجيهي للتهيئة والتعمير، ومخطط شغل الأراضي، ونفصِّل كل هذه المواد فيها على النحو الذي نجمله فيما يلي:

### المخطط التوجيهي للتهيئة والتعمير (PDAU)
هو وثيقة تعرّف بأهداف التهيئة، ويهدف إلى صياغة صورة مجالية تسمح بتطبيق سياسة عامة على إقليم البلدية، وكذلك تشمل تقدير الاحتياطات في شتى المجالات الاقتصادية والاجتماعية لفترة تتراوح مدّتها في 20 سنة بعد إعداده، فهو بذلك وثيقة مستقبلية للتنبّؤ وتوجيه التهيئة، وتوسّع التجمعات السكانية، كما يحدّد التوجيهات العامة للأراضي، فهو يقسم المنطقة إلى قطاعات معمّرة، قطاعات التعمير المستقبلية، القطاعات القابلة للتعمير، القطاعات غير القابلة للتعمير:

### مخطط شغل الأراضي (POS)
يجب أن تكون كل بلدية مغطاة بمخطط شغل الأراضي، فهو الذي يحدّد حقوق استعمال الأراضي والبناء عليها، ويبيّن الشكل العمراني وحقوق البناء وكذلك عند استعمال الأراضي يحدد طبيعة وأهمية البناءات، كما يحدد القواعد المتعلقة بالمظهر الخارجي للبناءات، ويبين كذلك هذا مخطط الأراضي الفلاحية، والارتفاقات والطرقات والمناطق الأثرية الواجب حمايتها.